# Мачадо, Ренсо
Ренсо Нери Мачадо Пертуссо (исп. Renzo Neri Machado Pertusso; родился 21 сентября 2005) — уругвайский футболист, нападающий клуба «Ливерпуль» (Монтевидео).

## Клубная карьера
Воспитанник футбольной академии клуба «Ливерпуль» (Монтевидео). 30 января 2023 года дебютировал в основном составе «Ливерпуля» в матче Суперкубка Уругвая против «Насьоналя». 5 февраля 2023 года дебютировал в уругвайской Примере в матче против «Насьоналя». 15 июля 2023 года забил свой первый гол за «Ливерпуль» в матче против «Пласа Колония».

## Карьера в сборной
21 марта 2024 года дебютировал за сборную Уругвая до 20 лет в товарищеском матче против сборной России до 21 года.